# Shelby CSX
Shelby CSX – samochód osobowy klasy kompaktowej produkowany pod amerykańską marką Shelby w latach 1987–1989.

## Historia i opis modelu

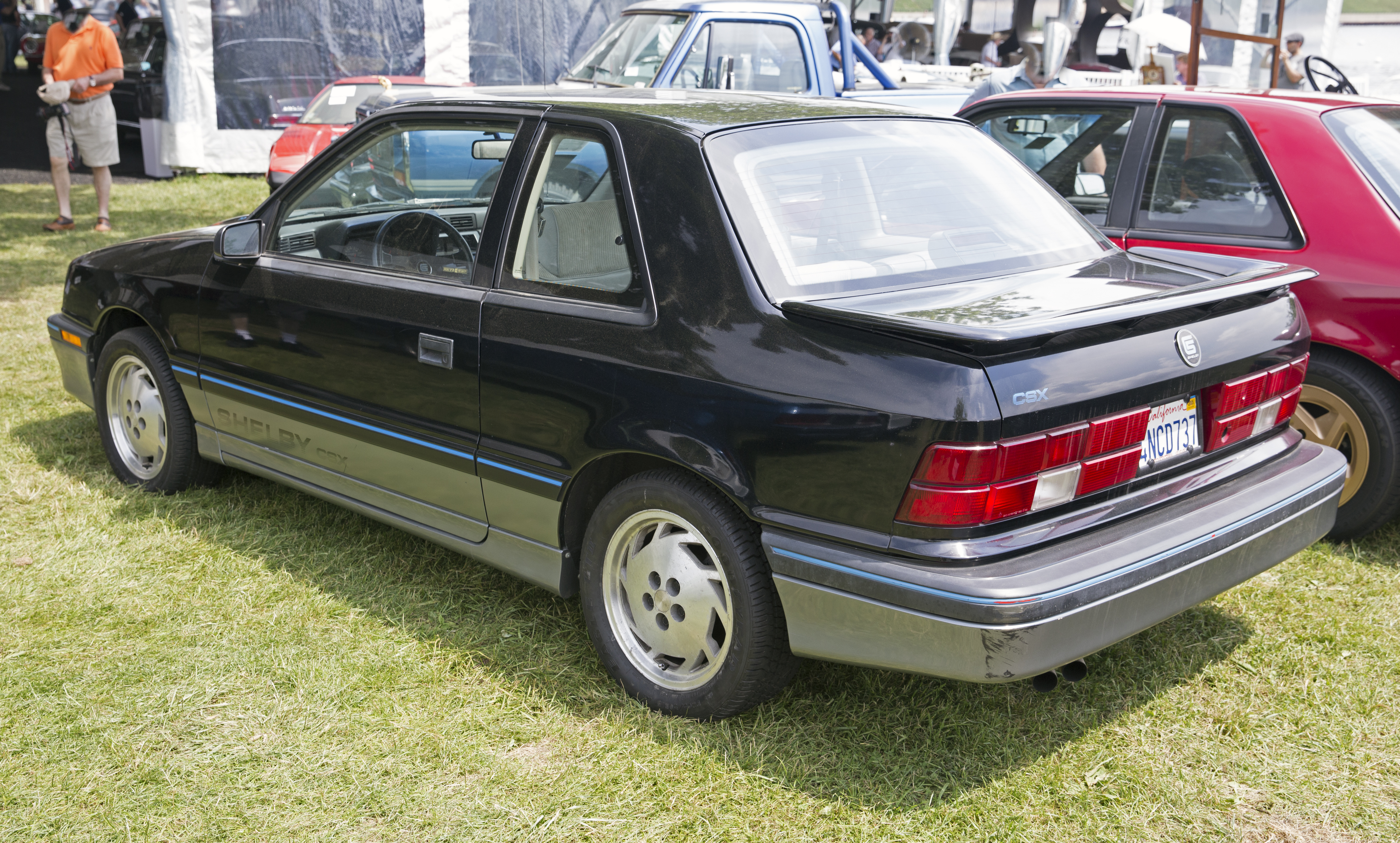
Shelby CSX – tył

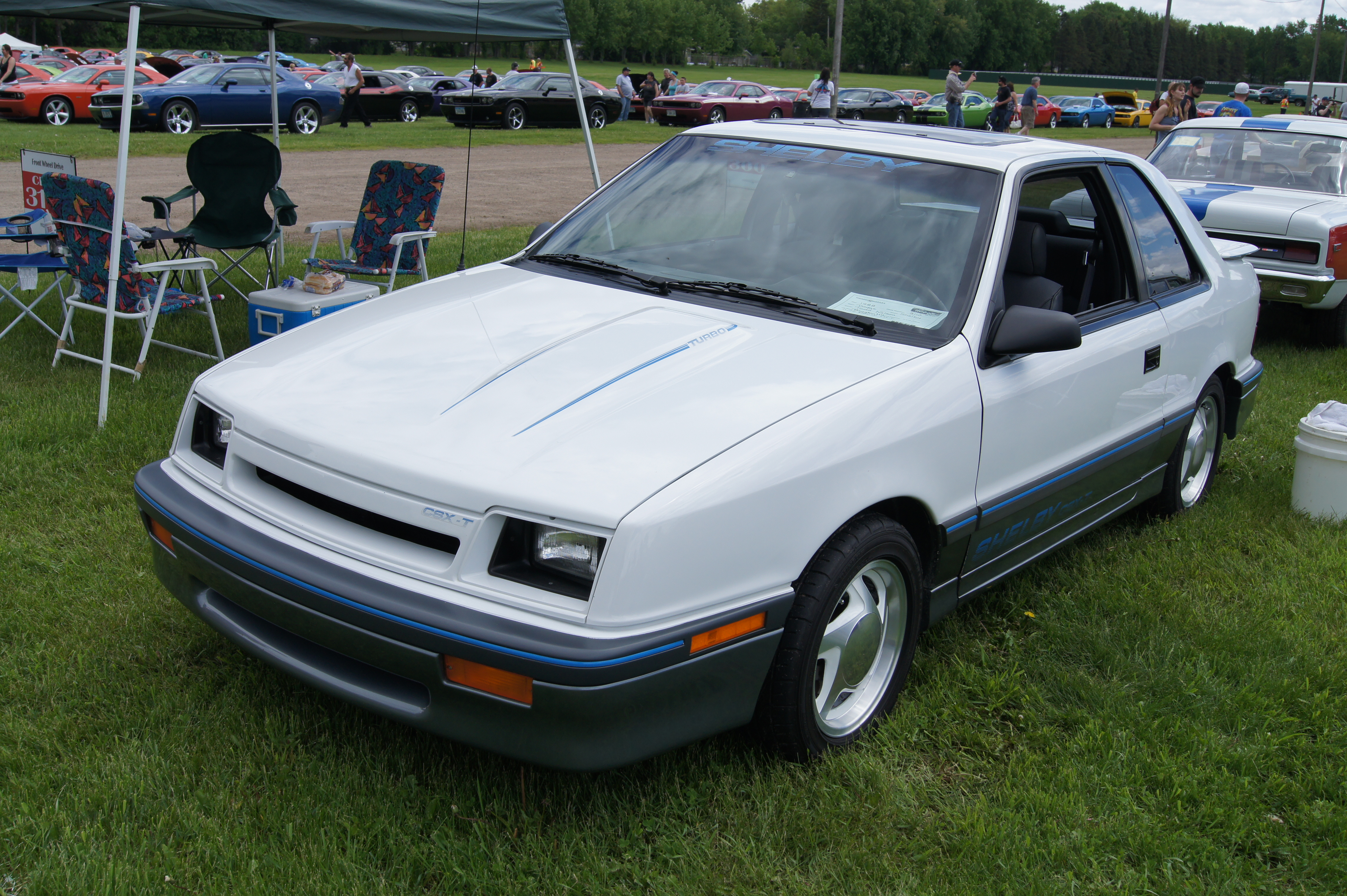
Shelby CSX-T

W 1987 roku Shelby przedstawiło kolejny model będący wynikiem współpracy z koncernem Chrysler. W efekcie, na bazie bliźniaczych modeli Dodge Shadow i Plymouth Sundance opracowano 3-drzwiowego liftbacka Shelby CSX (z nazwą pochodzącą).
W stosunku do nich, pojazd przeszedł obszerne modyfikacje wizualne, a także techniczne, wykorzystując podzespoły konstrukcji Shelby American.

### Stylistyka
Shelby CSX wyróżniało się obszernymi modyfikacjami wizualnymi, z dwukolorowym malowaniem nadwozia, grubszymi obudowami reflektorów, nakładkami na progi i zderzaki, innymi alufelgami oraz sportowym ogumieniem.
Ponadto, samochód napędzał turbodoładowany, czterocylindrowy silnik benzynowy o pojemności 2,2-litra.

### Silnik
- L4 2.2l Turbo